# Volo Air France 009
Il volo Air France 009 Parigi-New York del 27 ottobre 1949 terminò tragicamente sull'isola São Miguel, nell'arcipelago delle Azzorre, la notte tra il 27 e il 28 ottobre 1949.
Era un regolare volo di linea operato da Air France, che utilizzava un velivolo Lockheed L-749-79-22, Constellation. L'aereo si schiantò contro una montagna dell'isola, a causa di un errore di navigazione durante la fase di avvicinamento a vista.

## L'aereo
Il velivolo era un Lockheed Constellation (L-749-79-22) della compagnia aerea Air France fabbricato nel 1947 e immatricolato F-BAZN.

## L'incidente
L'aereo era decollato dall'aeroporto di Parigi Orly il 27 ottobre 1949 alle ore 20:05 in direzione New York, con scalo intermedio previsto nell'Aeroporto di Vila do Porto sull'omonima isola, nell'arcipelago delle Azzorre. A bordo vi erano 11 membri dell'equipaggio e 37 passeggeri. 
Alle 02:51 del 28 ottobre, il pilota riferì di trovarsi ad un'altitudine di 910 m (3.000 piedi) e di avere l'aeroporto in vista. Non essendo pervenute ulteriori comunicazioni dall'aereo, è stata avviata una ricerca che ha coinvolto otto aerei e diverse navi. Si è scoperto che l'aereo si era schiantato contro Pico Redondo sull'Isola di São Miguel, a 60 miglia (97 km) (a volte si dice erroneamente che si sia schiantato su Pico da Vara) a nord dell'aeroporto. Tutti i 48 a bordo sono morti nello schianto e nel successivo incendio. I rottami erano sparsi su un'area di oltre 420 m². I corpi delle vittime furono recuperati e inizialmente portati nella chiesa di Algarvia prima di essere rimpatriati. All'epoca, l'incidente fu il più mortale avvenuto in Portogallo e anche il più mortale che coinvolse il Lockheed Constellation. Sul Pico da Vara è stato eretto un memoriale alle vittime.

## Vittime
Tra le 48 vittime si trovavano:
- il pugile Marcel Cerdan,
- la violinista Ginette Neveu,
- il fratello della precedente, il pianista Jean Neveu,
- il pittore Bernard Boutet de Monvel,
- Kay Kamen, un quadro della The Walt Disney Company,
- René Hauth, segretario generale di Dernières Nouvelles d'Alsace[6].

Si trovavano ugualmente a bordo: John e Hanna Abbott, Mustapha Abdouni, Eghline Askhan, Joseph Aharony, Jean-Pierre Aduritz, Jean-Louis Arambel, Françoise e Jenny Brandière, Guillaume Chaurront, Thérèse Etchepare, Édouard Gehring, Paul Genser, Remigio Hernandores, Simone Hennessy, Guy e Rachel Jasmin, Ketty Kamen, Emery Komios, Jo Longman, Ernest Lowenstein, Amélie Ringler, Yaccob Raffo, Maud Ryan, Philippe e Margarita Sales, Raoul Sibernagel, Irène Sivanich, Jean-Pierre Suquilbide, Edward Supine e James Zebiner. Vi erano tra loro cinque pastori baschi che si auguravano di far fortuna in Texas.
L'equipaggio era composto da:
- Jean de La Noüe: comandante
- Charles Wolfer e Camille Fidency: co-piloti
- Roger Pierre e Paul Giraud: addetti radio
- Jean Salvatori: navigatore
- André Villet e Marcel Sarrazin: meccanico
- Suzanne Roig: hostess
- Albert Brucker e Raymond Redon: steward

## Indagine
L'incidente è stato indagato dal Bureau d'Enquêtes et d'Analyses pour la Sécurité de l'Aviation Civile. L'indagine ha rilevato che la causa dell'incidente è stata il volo controllato contro il suolo a causa della navigazione inadeguata da parte del pilota mentre operava in condizioni VFR. Si è constatato che il pilota aveva inviato rapporti di posizione imprecisi e che non era riuscito a identificare l'aeroporto.